# Roger Diercken
Roger Diercken (nascido em 9 de fevereiro de 1939) é um ex-ciclista bélgico. Venceu a edição de 1960 da Volta à Polónia.